# شوتا موهان
شوتا موهان (زاده ۱۹ نوامبر ۱۹۸۵) یک خواننده پلی بک هندی است. او چهار جایزه فیلم‌فیر جنوب برای بهترین خواننده زن، یک جایزه فیلم ایالتی کرالا و یک جایزه فیلم دولتی تامیل نادو دریافت کرده‌است. او بیش از ۷۰۰ آهنگ ضبط کرده‌است و آلبوم‌ها به چهار زبان جنوب هند یعنی مالایالام، تامیل، تلوگو، کنادا و آهنگ‌هایی را برای فیلم‌های هندی ضبط کرده و خود را به عنوان خواننده برجسته سینمای جنوب هند معرفی کرده‌است.
شوتا موهان در ۱۹ نوامبر ۱۹۸۵ در خانواده ای مالاییایی در چنای، تامیل نادو به دنیا آمد. او دختر کریشنا موهان و خواننده پلی بک سوجاتا موهان است. او تحصیلات خود را در صومعه گود شپرد، چنای به پایان رساند و از کالج استلا ماریس، چنای فارغ‌التحصیل شد. او با دوست دیرینه اش اشوین شاشی ازدواج کرده‌است. شوتا موهان و آشوین ششی یک دختر به نام سرشتا اشوین دارند که در سال ۲۰۱۷ به دنیا آمد

## دیسکوگرافی
| سال       | عنوان                | نقش     | کانال         | یادداشت                      |
| --------- | -------------------- | ------- | ------------- | ---------------------------- |
| ۲۰۱۱–۲۰۱۴ | باده آچچه لاگته هاین | خواننده | تلویزیون سونی | آهنگ عنوان را به تامیل خواند |

| سال       | عنوان                        | نقش  | کانال          | یادداشت                                                            |
| --------- | ---------------------------- | ---- | -------------- | ------------------------------------------------------------------ |
| ۲۰۱۵      | موسیقی هند                   | قاضی | آسیا نت        | در نیمه نهایی و فینال در نمایش با گوپی ساندر، دیپاک دیو ظاهر شوید. |
| ۲۰۱۵      | بول بیبی بول                 | قاضی | تلویزیون سوریا | همراه با گوپی ساندر                                                |
| ۲۰۱۸      | سوپر خواننده ۶               | قاضی | تلویزیون ویجی  | یکی از داوران با پی. اوننیکریشنان، انورادها سریرام و بنی دیال      |
| ۲۰۱۹      | سوپر خواننده ۷               | قاضی | تلویزیون ویجی  | یکی از داوران با پی. اوننیکریشنان، انورادها سریرام و بنی دیال      |
| ۲۰۲۰      | سوپر خواننده قهرمان قهرمانان | قاضی | تلویزیون ویجی  |                                                                    |
| ۲۰۲۱      | سوپر خواننده ۸               | قاضی | تلویزیون ویجی  | یکی از داوران با پی. اوننیکریشنان، انورادها سریرام و بنی دیال      |
| ۲۰۲۲–۲۰۲۳ | سوپر خواننده ۹               | قاضی | تلویزیون ویجی  | یکی از داوران با P. Unnikrishnan , Anuradha Sriram و Benny Dayal   |